# Монархизам
Монархизам је политичка идеологија која заговара очување или обнову монархије као друштвеног уређења неке државе. Представља шири појам од ројализма чији се сљедбеници залажу за конкретног монарха или династију на челу државе. Будући да се залажу за обнову монархије у државама са постојећим републиканским режимом, њихова је идеологија у супротности са републиканизмом.

## Историја
Монархизам је новија идеологија која се појавила као конзервативан одговор на либералне и радикалне републиканске покрете који су се појавили у западној Европи током 18. вијека.
Успон грађанске буржоазије и постепено пропадање феудалног система у којем је племство и свештенство подржавало власт монарха довело је до појаве нових политичких идеја заснованих на урођеним и неотуђивим правима човјека и преносу права суверенитета са монарха на народ. Те нове идеје о организацији државе и друштва појавиле су се још 1690. у дјелу Џона Лока „Двије расправе о управљању државом“, а развили су их каснији просвјетитељи попут Жан Жака Русоа у дјелу Друштвени уговор из 1762. године.
Амерички рат за независност и утемељење савремене демократске републике утицало је, између осталог, и на избијање Француске револуције. Побуњеници су укинули феудални систем и 26. августа 1789. усвојили „Декларацију и правима човјека и грађанина“ у чијем 3. члану пише: 
| „ | Начела сваког суверенитета налазе се једино у Народу. Нико, ниједна особа не може вршити ауторитет који не проистиче из Народа. | ” |

Монархија је укинута 1792. године и проглашена је република. Послије пада Првог царства, Бечким конгресом 1815. године реакционарни политичари су обновили старе режиме. У Француској и у другим државама на власт су враћене старе династије. Европски монарси су основали Свету алијансу како би осигурали постојећи конзервативни друштвени поредак. На захтјев руског императора Александра I састављен је уговор, на који су пристали скоро сви европски монарси, осим владара Уједињеног Краљевства и Папске државе, и истиче божанско право краљева и супротставља се новопроглашеном народном суверенитету.
Либерални и национални покрети изњедрили су нову револуцији у Француској 1848. године. Револуцијом је оборена монархија и успостављена Друга република, која је ускоро била замјењена Другим царством. Француско-пруски рат је резултирао Француским поразом и успостављањем Другог рајха. Посљедица пораза била је абдикација Наполеона III, након чега се на политичкој сцени развила расправа о новом политичком уређењу државе. Већину су чинили монархисти, али није дошло до очувања монархије него је успостављена Трећа република. Проблем је била унутрашња подјела монархиста на бонапартисте, који су заговарали останак династије Бонапарта на власти; легитимисте, који су подржавали династију Бурбон и орлеанисте, који су подржавали млађи огранак исте династије. Међусобна подијељеност била је од пресудног значаја, јер је нови устав изгласан тек 1875. године и то са само једним гласом више. Монархистички покрет је слабио све до краја 19. вијека када су се монархисти приклонили републици.
Након Првог свјетског рата и са успоном комунистичког режима у источној Европи пропала је већина европских монархија. Након слома комунизма у источној Европи појавиле су се маргиналне политичке тенденције које су се залагале за обнову монархије у тим државама (Румунија, Бугарска, Србија, Албанија), међутим странке које се залажу за такав концепт имају занемарљиву подршку у народу, без обзира о којој је земљи ријеч.
У Чешкој дјелује партија Чешка круна. У Португалији и неким земљама источне Европе постоје монархистички покрети и странке. У Аустралији такође постоји покрет које се залаже за одржавање традиционалних веза Аустралије и Уједињеног Краљевства у оквиру Комонвелта те очувања монархистичког друштвеног уређења. На простору бивше Југославије дјелује Српски покрет обнове у Србији, те Домовинска грађанска странка у Хрватској.

## Идеолошки концепт
У новијем добу уобличила се прагматична идеја о монархији као општедруштвено корисној институцији која кроз „предвидљиву“ и сталну функцију насљедног монарха друштву и држави пружа стабилност, односно представља симбол око кога се могу окупити класно, етнички или религијски хетерогена друштва која иначе не би могла прихватити ниједног другог државног поглавара или поредак. Такви се аргументи најчешће везују уз савремене европске уставне монархије, особито Шпанију гдје се краљу Хуан Карлосу I приписују заслуге за увођење и очување крхког демократског поретка крајем 1970-их и почетком 1980-их. Монархизам се такође понекад везује и уз националистичку идеологију, односно замисао према којој управо насљедни монарх представља симбол државноправног континуитета, односно националног идентитета који би требало да да легитимитет националној држави.